# Gościeszyn (gromada)
Gościeszyn – dawna gromada, czyli najmniejsza jednostka podziału terytorialnego Polskiej Rzeczypospolitej Ludowej w latach 1954–1972.
Gromady, z gromadzkimi radami narodowymi (GRN) jako organami władzy najniższego stopnia na wsi, funkcjonowały od reformy reorganizującej administrację wiejską przeprowadzonej jesienią 1954 do momentu ich zniesienia z dniem 1 stycznia 1973, tym samym wypierając organizację gminną w latach 1954–1972.
Gromadę Gościeszyn z siedzibą GRN w Gościeszynie utworzono – jako jedną z 8759 gromad na obszarze Polski – w powiecie żnińskim w woj. bydgoskim, na mocy uchwały nr 24/19 WRN w Bydgoszczy z dnia 5 października 1954. W skład jednostki weszły obszary dotychczasowych gromad Budzisław, Cegielnia, Gościeszyn i Ryszewo ze zniesionej gminy Rogowo w tymże powiecie. Dla gromady ustalono 17 członków gromadzkiej rady narodowej.
31 grudnia 1959 do gromady Gościeszyn włączono wieś Mięcierzyn ze zniesionej gromady Lubcz w tymże powiecie.
10 kwietnia 1956 (z mocą obowiązującą wstecz od 29 lutego 1956) z gromady Gościeszyn wyłączono wieś Zalesie, włączając ją do gromady Lubcz w tymże powiecie w tymże województwie.
1 stycznia 1972 gromadę Gościeszyn połączono z gromadą Rogowo, tworząc z ich obszarów gromadę Rogowo z siedzibą Gromadzkiej Rady Narodowej w Rogowie w tymże powiecie (de facto gromadę Gościeszyn zniesiono, włączając jej obszar do gromady Rogowo).